# Клейн, Ральф
Ральф Фи́ллип Клейн (англ. Ralph Phillip Klein; 1 ноября 1942, Калгари, Альберта — 29 марта 2013, Калгари, Альберта) — премьер-министр канадской провинции Альберта (1992—2006). Лидер партии прогрессистов-консерваторов Альберты. За политическое долгожительство и авторитарный стиль управления получил прозвище «Король Ральф».

## Биография
Родился в семье безработного (в дальнейшем — профессионального борца) и официантки. Родители отца иммигрировали в Канаду из Германии, родители матери — из Англии. Был отчислен из колледжа, служил в ВВС Канады, затем всё же окончил бизнес-колледж в Калгари, позднее учился в Университете Атабаски. До 1969 года работал пресс-секретарём в региональных отделениях Красного креста и благотворительной организации United Way Worldwide, затем до 1980 года тележурналист.
В 1980—1989 гг. мэр Калгари (дважды переизбирался, в 1983 и 1986 гг.). Один из организаторов Зимней олимпиады 1988 года, прошедшей в этом городе.
В 1989 г. избран в Законодательное собрание Альберты. Занял пост министра окружающей среды в провинциальном правительстве Дона Гетти. После отставки Гетти 5 декабря 1992 г. стал лидером Прогрессивно-консервативной партии Альберты, а 16 декабря — премьер-министром провинции. Во главе с Клейном партия выигрывала выборы в парламент провинции в 1993, 1997, 2001 и 2004 гг. Клейн оставил своё место в Законодательном собрании 15 января 2007 года.
15 декабря 2010 года стало известно, что Ральф Клейн страдает заболеванием лёгких, ХОБЛ. Ральф Клейн умер в Калгари 29 марта 2013 года после продолжительной болезни.

## Награды
В 2002 году Ральф Клейн получил Медаль Золотого юбилея королевы Елизаветы II. В 2005 году — медаль столетия Альберты. 27 марта 2008 года правительство Франции присвоило Клейну звание кавалера Ордена Почётного легиона. В 2012 году Клейн был награждён медалью Бриллиантового юбилея королевы Елизаветы II.